# Отобе

41°58′7″ пн. ш. 140°8′8″ сх. д. / 41.96861° пн. ш. 140.13556° сх. д.
Ото́бе (яп. 乙部町, おとべちょう, МФА: [otobe t͡ɕoː]) — містечко в Японії, в повіті Нісі округу Хіяма префектури Хоккайдо. Станом на 1 жовтня 2008 року площа містечка становила 162,56 км². Станом на 31 березня 2017 населення містечка становило 3887 осіб.